# Hélène Miard-Delacroix

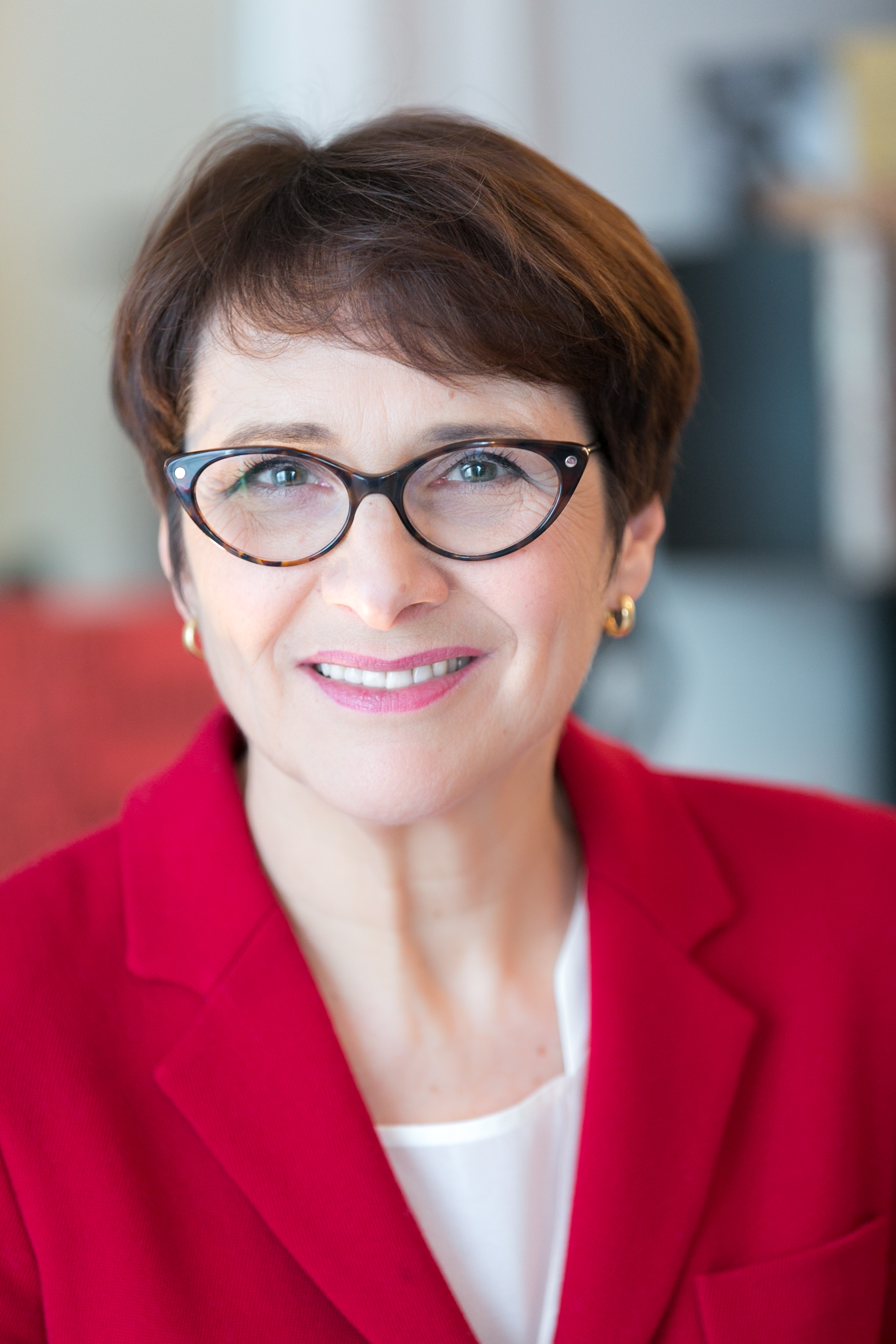
Hélène Miard-Delacroix, 2017

Hélène Miard-Delacroix (* 5. November 1959, geb. Hélène Sophie Miard) ist eine französische Zeithistorikerin, Politikwissenschaftlerin und Germanistin. Sie ist Professorin für Geschichte und Kultur des zeitgenössischen Deutschlands an der Sorbonne Université.

## Leben
Nach den geisteswissenschaftlichen Vorbereitungsklassen am Lycée Henri IV studierte sie von 1980 bis 1985 École normale supérieure in Fontenay-aux-Roses und der Universität Paris IV (Paris-Sorbonne) Germanistik und Geschichte. Sie bestand 1983 die Agrégation (Staatsprüfung für das höhere Lehramt) im Fach Deutsch. Ein Aufbaustudium in Internationalen Beziehungen am Institut d’études politiques de Paris (Sciences Po) schloss sie 1985 mit einem DEA ab. Sie promovierte 1989 an der Université Paris-Sorbonne mit einer Arbeit über Helmut Schmidt und das Verhältnis zu Frankreich während seiner Kanzlerschaft 1974–1982. Von 1990 bis 1993 war sie Maître de conférences (Dozentin) für Études germaniques (deutsche Sprache, Kultur und Geschichte) an der Universität Tours und anschließend bis 2003 an der Universität Paris IV. Dort habilitierte sie sich 2002 mit einer Arbeit über die Deutsche Frage und die politischen Beziehungen der Bundesrepublik Deutschland mit Frankreich von 1949 bis 1990.
Im Jahr darauf erhielt sie einen Ruf als Universitätsprofessorin für Geschichte und Kultur des zeitgenössischen Deutschlands an die École normale supérieure Lettres et sciences humaines in Lyon. Sie wechselte 2008 zurück an die Universität Paris IV (seit 2018 Sorbonne Université), wo sie eine Professur mit der gleichen Denomination im Fachbereich für germanische und nordische Studien der Geisteswissenschaftlichen Fakultät erhielt. Im Wintersemester 2016/2017 war sie Alfred-Grosser-Gastprofessorin für Bürgergesellschaftsforschung der Stiftung Polytechnische Gesellschaft an der Goethe-Universität Frankfurt am Main.
Ihre Forschungsgebiete sind die deutsche Geschichte seit 1945 sowie die Geschichte der deutsch-französischen Beziehungen und der europäische Integration. Ihre Forschung zu der Geschichte der deutsch-französischen Beziehungen ist von dem Wunsch geprägt, über eine vergleichende Geschichte hinaus eine gemeinsame Geschichte zu schreiben, die die Verflechtungen und Wechselwirkungen zwischen den beiden Ländern berücksichtigt. In ihrem 2011 erschienenen Buch Deutsch-französische Geschichte 1963 bis in die Gegenwart. Im Zeichen der Europäischen Einigung verfolgte sie den Ansatz der histoire croisée.
Einige ihrer Arbeiten, im Kontext der kollektiven Öffnung öffentlicher Archive entstanden, bewerten die Dynamik in den letzten Jahrzehnten des Kalten Krieges neu und überdenken die Errungenschaften bilateraler Verhandlungen und die Rolle Deutschlands in der europäischen Integration. Ihre aktuelle Forschung konzentriert sich auf die Geschichte der Emotionen in den internationalen Beziehungen.
Ihre Expertise über Politik und Gesellschaft in beiden Ländern sowie über die deutsch-französischen Beziehungen ist in deutschen und französischen Medien gefragt.
Bis 2018 war Miard-Delacroix Vorsitzende des Internationalen Beirats der Bundeskanzler-Willy-Brandt-Stiftung und bis 2020 stellvertretende Vorsitzende des wissenschaftlichen Beirats des Instituts für Zeitgeschichte. Sie gehört zum Wissenschaftlichen Beirat im Haus der Europäischen Geschichte in Brüssel. Sie ist Mitglied der Kommission für Geschichte des Parlamentarismus und der politischen Parteien. Seit 2020 ist sie Mitglied des Senats der Leibniz-Gemeinschaft.
Zur Anerkennung ihrer Verdienste um die nachhaltige Förderung der bilateralen Beziehungen zwischen Deutschland und ihrem Heimatland in der Wissenschaft und durch die Wissenschaft erhielt sie im Oktober 2022 den gemeinsam von der Fritz Thyssen Stiftung und der Alexander-von-Humboldt-Stiftung verliehenen Reimar Lüst-Preis.

## Preise und Auszeichnungen
- Ernennung zum Ritter der französischen Ehrenlegion (13. Juli 2023, Übergabe am 23. Januar 2024)[16]
- Trägerin des Bundesverdienstkreuzes am Bande
- Trägerin des Ordre des Palmes Académiques
- Maurice Baumont Preis der Académie des sciences morales et politiques (2012)
- Internationaler Forschungspreis der Max Weber Stiftung beim Historischen Kolleg (2017)[17]
- Reimar Lüst-Preis der Alexander-von-Humboldt-Stiftung (2022)[15]

## Schriften (Auswahl)
- Les Émotions de 1989. France et Allemagne face aux bouleversements du monde. Flammarion, Paris 2025, ISBN 978-2-08047-753-8.
- Hrsg. mit Andreas Wirsching: Emotionen und internationale Beziehungen im Kalten Krieg (= Schriften des Historischen Kollegs. Kolloquien. Band 104). De Gruyter, Berlin 2020, ISBN 978-3-11-067954-0.
- mit Andreas Wirsching: Von Erbfeinden zu guten Nachbarn. Ein deutsch-französischer Dialog. Reclam, Stuttgart 2019, ISBN 978-3-15-011226-7.
- Willy Brandt. Fayard, Paris 2013, ISBN 978-2-213-67250-2 (französisch).
  - Willy Brandt. Life of a Statesman. I.B. Tauris, London/New York 2016, ISBN 978-1-78453-688-6 (englisch, übersetzt von Isabelle Chaize).
- Hrsg. mit Reiner Marcowitz: 50 ans de relations franco-allemandes. Nouveau monde éditions, Paris 2013, ISBN 978-2-36583-351-6.
- Im Zeichen der europäischen Einigung. 1963 bis in die Gegenwart (= Deutsch-französische Geschichte. Band 11). Wissenschaftliche Buchgesellschaft, Darmstadt 2011, ISBN 978-3-534-14709-0.
- Hrsg. mit Rainer Hudemann: Wandel und Integration. Deutsch-französische Annäherungen der Fünfziger Jahre – Mutations et intégration. Les rapprochements franco-allemands dans les années cinquante. Oldenbourg, München 2005.
- Question nationale allemande et nationalisme. Perceptions françaises d’une problématique allemande au début des années cinquante. Septentrion, Lille-Villeneuve d’Ascq 2004, ISBN 2-85939-862-7.
- mit Alfred Grosser: Allemagne (= Dominos. Bd. 27). Flammarion, Paris 1994, ISBN 2-08-035164-8.
- Partenaires de choix ? Le chancelier Helmut Schmidt et la France. Peter Lang, Berne/Paris/New York 1993, ISBN 3-906751-09-0.